# Kind van de zon
Kind van de zon is een Nederlandse film uit 1975, geregisseerd door René van Nie.
Oorspronkelijk was de film opgezet als een voorlichtingsfilm van 50 minuten voor Stichting Pandora, maar tijdens de opnames schreef Jonne Severijn samen met René van Nie extra scènes. De film kreeg een koninklijke première in Amsterdam in aanwezigheid van koningin Juliana. De pers prees vooral de hoofdrol, gespeeld door Josée Ruiter als het meisje Anna, maar minder enthousiast was men over de montage, die men te chaotisch vond.

## Verhaal
Anna verlaat het ouderlijk huis om in Amsterdam op kamers te gaan wonen. Ze raakt in de war en komt na allerlei omzwervingen in een psychiatrische inrichting terecht. Met de hulp van een jonge psychiater krijgt Anna hulp door middel van groepstherapie en blijkt dat haar ouders grote invloed hebben gehad op haar psychose.

## Rolverdeling
| Acteur             | Personage |
| ------------------ | --------- |
| Josée Ruiter       | Anna      |
| Johan te Slaa      | vader     |
| Dora van der Groen | moeder    |
| Huib Broos         | Johan     |
| Ramses Shaffy      | Gerrit    |

## Trivia
- De film is gebaseerd op de waarnemingen van een oud-patiënte en diverse psychiaters.
- Vooral de scène waarin Anna behandeld wordt door middel van schoktherapie werd toentertijd als schokkend ervaren.
- Opnames werden gemaakt in het Provinciaal Ziekenhuis in Santpoort.
- Tijdens de première in Amsterdam werd er buiten door religieuze groeperingen gedemonstreerd tegen de film.

1896-1909 · 1910-19 · 1920-29 · 1930-39 · 1940-49 · 1950-59 · 1960-69 · 1970-79 · 1980-89 · 1990-99 · 2000-09 · 2010-19
· 2020-29